# Distichophyllum oblongum
Distichophyllum oblongum är en bladmossart som beskrevs av Benito C. Tan och Lin Pan-juan 1991. Distichophyllum oblongum ingår i släktet Distichophyllum och familjen Hookeriaceae. Inga underarter finns listade i Catalogue of Life.